# 沈宗瀚
沈宗瀚（1895年12月15日—1980年11月26日），(英文名：Tsunghan Hunt Shen)浙江省餘姚县人，字海槎，農業學者、作物遺傳育稙學者、農業經濟行政管理專家。

## 生平
1895年12月15日生于浙江省餘姚县，行四。1909年，進入餘姚誠意高等小學校就讀。1911年，武昌起義後，杭州光復，投考杭州學生軍，因體格不合未果。1913年，考取浙江省立筧橋甲種農校，學習農業技術。1914年，接著考取北京國立農業專門學校。在北平結識主辦社會進步社和平民夜校的徐寶謙，受基督教精神感召而入教。畢業後考取官費留美失敗，在北京做家教。1920年4月，到湖南常德種棉，致力於實地改良棉花，開始服務農業生產。1923年，向友人借貸赴美深造，先後取得喬治亞大學農學碩士與康乃爾大學農藝博士。在康大期間，沈隨系上教授從事小麥、蔬菜、牧草實地的育種與改良工作。
1927年起任教於金陵大學農學院，並參與金陵大學與康大的作物改良的合作，培育成金大2905號小麦優良品種。1934年受聘為中央農業實驗所總技師，抗戰期間，任副所長，在四川研究糧食生產、實施田賦徵實、支援軍糈民食等均有重大突破和成績。第二次世界大戰期間，代表中華民國參加「聯合國糧農會議」。1948年，任中國農村復興聯合委員會委員。
隨國民政府遷臺之後，沈戮力於農業經濟和品種改良等研究。1964年，中國農村復興聯合委員會主任委員蔣夢麟過世，沈繼任；期間甚重視农业经济人才的培養，并对促进台湾与国际间的农业技术合作發揮了正面的外交作用。此外沈亦勤於著述，在国际农业学界享有隆譽。1974年沈於78之齡於農復會主委任上榮退。
李登輝任職農復會時，牽涉台共匪諜案。當時沈宗瀚任農復會主委，最後李登輝即由蔣經國指示，透過沈宗瀚出面交保。
1980年11月26日，因腦溢血於台湾台北市與世長辭，12月15日安葬於陽明山公墓。

## 家庭
其長子为物理学家沈君山，为“国民党四公子”之一，及次子沈君岳。其妻沈驪英亦是著名農業學家，有小麦品种被命名为“驪英一號”以纪念。

## 著述
- 《臺灣農業之發展》
- 《農復會與我國農業建設》
- 《克難苦學記》
- 《農業發展與政策》沈博士論文選集
- 《中華農業史論集》編著
- 《中華民國民意測驗彙編》編著

## 外部連結
- 農復會主委沈宗瀚等視察台南縣農地 （页面存档备份，存于）（1973年2月14日）